# Mark Frost
Pour les articles homonymes, voir Frost.
Œuvres principales
- La Liste des sept
- Série La Prophétie du paladin

Mark Frost, né le 25 novembre 1953 à New York, est un romancier américain, un scénariste pour le cinéma et la télévision et un producteur. Il a travaillé sur Capitaine Furillo, co-créé la série culte Twin Peaks, puis signé les scénarios des blockbusters Les Quatre Fantastiques 1 et 2.

## Biographie
Mark Frost, fils de l'acteur Warren Frost, est le frère de l'écrivain Scott Frost (en) et de l'actrice Lindsay Frost.
En 1975, il débute à la télévision en signant les scénarios de deux épisodes de L'Homme qui valait trois milliards. Il rejoint quelques années plus tard la série policière Hill Street Blues, sur laquelle il officie en tant que scénariste pendant trois ans.
Il quitte le programme en 1985, au terme de la cinquième saison, pour participer au lancement d'une nouvelle série policière d'action, The Equalizer.
En 1986, il entame une collaboration avec le réalisateur David Lynch, mais sur des projets qui n'aboutirent pas (Goddess, The Lemurians et One Saliva Bubble). Parallèlement, il s'essaie au cinéma en livrant les scripts des films d'horreur Scarred Stiff, et Les Envoûtés, qui sortent en 1987. Ce second projet lui permet de s'essayer à la production.
En 1990, il crée et produit American Chronicles, un documentaire pour la télévision. La même année, il est aussi crédité en tant que co-créateur, scénariste et producteur délégué de la série dramatique Twin Peaks, aux côtés de David Lynch. Le programme connait un énorme succès critique, et commercial, jusqu'à une baisse des audiences conduisant à son arrêt au bout de deux saisons.
Il renouvelle néanmoins sa collaboration avec Lynch pour une série comique, On the Air, qui disparait en 1992 au bout de seulement 6 épisodes.
La même année, les routes des deux partenaires se séparent au cinéma : Frost se contente d'un titre de producteur sur le film Twin Peaks, Fire Walk with Me, que Lynch scénarise et met en scène. De son côté, il sort en effet son premier film en tant que scénariste/réalisateur, le thriller Storyville, avec James Spader dans le rôle principal.
Le long-métrage ne fonctionne pas comme prévu, et Frost ne revient qu'en 1998 à un projet hollywoodien : il crée la série dramatique Buddy Faro, qui dure 12 épisodes jusqu'à 2000. Parallèlement, il signe le pilote d'un projet de série, Forbidden Island, du drame The Repair Shop, et du téléfilm romantique The Deadly Look of Love.
Il se concentre ensuite sur le cinéma. À l'exception d'un scénario pour la première saison de la série Les Âmes damnées, il accepte de scénariser un blockbuster : Les Quatre Fantastiques, qui sort en 2005, et dont le succès commercial lui vaut d'écrire une suite, Les Quatre Fantastiques et le Surfer d'argent, en 2007.
Après une absence de presque dix ans, durant laquelle il privilégie la littérature, il revient à Hollywood en 2017 pour une troisième saison de Twin Peaks, marquant son retour à la télévision en tant que scénariste et producteur délégué, aux côtés de David Lynch.

### SérieLa Prophétie du paladin
1. La Prophétie du paladin, Pocket Jeunesse, 2015 ((en) The Paladin Prophecy, 2012)  (ISBN 978-2266246644)
2. L'Alliance, Pocket Jeunesse, 2016 ((en) Alliance, 2013)  (ISBN 978-2266246651)
3. Jeu dangereux, Pocket Jeunesse, 2017 ((en) Rogue, 2015)  (ISBN 978-2266246668)

### Romans indépendants
- La Liste des sept ((en) The List of Seven, 1993)
- Les Six Messies ((en) The 6 Messiahs, 1995)  (ISBN 2-266-08908-0)
- (en) Before I Wake, 1997Sous le nom de Eric Bowman.
- Le Second Objectif ((en) The Second objective, 2008)  (ISBN 2-7540-0789-X)
- L'Histoire secrète de Twin Peaks, Michel Lafon, 2016 ((en) The Secret History of Twin Peaks, 2016)  (ISBN 978-2749928593)

### Essais
- La Plus Grande Partie de tous les temps : La Naissance du golf moderne ((en) The Greatest Game Ever Played, 2002)  (ISBN 2-226-15151-6)Écrit avec Hugues Leroy.
- (en) The Grand Slam: Bobby Jones, America, And the Story of Golf, 2006
- (en) The Match: The Day the Game of Golf Changed Forever, 2007
- (en) Game Six, 2009

## Filmographie

### Cinéma
| Année | Titre                                         | Poste                            | Notes                                           |
| ----- | --------------------------------------------- | -------------------------------- | ----------------------------------------------- |
| 1987  | Les Envoûtés                                  | Scénariste et producteur associé | Cameo non crédité: Policier                     |
| 1987  | Scared Stiff                                  | Coscénariste                     |                                                 |
| 1987  | 260 chrono                                    | Scénariste                       | Non-crédité                                     |
| 1990  | Cabal                                         | Scénariste                       | Non-crédité                                     |
| 1992  | Twin Peaks: Fire Walk with Me                 | Producteur exécutif              |                                                 |
| 1992  | Storyville                                    | Réalisateur et coscénariste      |                                                 |
| 1992  | Once Upon a Time                              | Producteur exécutif              | Film documentaire                               |
| 2005  | Les Quatre Fantastiques                       | Coscénariste                     |                                                 |
| 2005  | Un parcours de légende                        | Scénariste et producteur         | Adaptation du livre du même nom écrit par Frost |
| 2007  | Les Quatre Fantastiques et le Surfer d'argent | Coscénariste                     |                                                 |

### Télévision
| Année     | Titre                                 | Poste                                                       | Notes                                                                                      |
| --------- | ------------------------------------- | ----------------------------------------------------------- | ------------------------------------------------------------------------------------------ |
| 1975      | Lucas Tanner                          | Scénariste                                                  |                                                                                            |
| 1975      | Sunshine                              | Scénariste                                                  |                                                                                            |
| 1975      | L'Homme qui valait trois milliards    | Scénariste                                                  | 2 épisodes                                                                                 |
| 1982      | Gavilan                               | Scénariste                                                  | 2 épisodes                                                                                 |
| 1982–1985 | Capitaine Furillo (Hill Street Blues) | Scénariste, story editor et story editor exécutif           | 28 épisodes (scénariste) 21 épisodes (story editor) 22 épisodes (as story editor exécutif) |
| 1986      | Equalizer                             | Scénariste                                                  | 2 épisodes                                                                                 |
| 1990–1991 | Twin Peaks                            | Co-créateur, scénariste, réalisateur et producteur exécutif | 11 épisodes (scénariste) 1 épisode (réalisateur) 2 caméos non crédités                     |
| 1990      | American Chronicles                   | Créateur, scénariste, réalisateur et producteur exécutif    | 13 épisodes (scénariste) 1 épisode (réalisateur)                                           |
| 1992      | On the Air                            | Co-créateur, scénariste et producteur exécutif              | 2 épisodes (scénariste)                                                                    |
| 1998      | The Repair Shop                       | Créateur, scénariste et producteur exécutif                 | Pilote non-diffusé                                                                         |
| 1998      | Buddy Faro                            | Créateur, scénariste et producteur exécutif                 | 11 épisodes (scénariste)                                                                   |
| 1999      | Forbidden Island                      | Scénariste et producteur exécutif                           | Pilote non-diffusé                                                                         |
| 2000      | The Deadly Look of Love               | Coscénariste et coproducteur exécutif                       | Téléfilm                                                                                   |
| 2001      | All Souls                             | Scénariste et Producteur exécutif                           | 1 épisode                                                                                  |
| 2017      | Twin Peaks                            | Co-créateur, coscénariste et producteur exécutif            | 18 épisodes Caméo dans l'épisode 15                                                        |

## Récompenses
Bram Stoker Awards
| Année | Travail    | Catégorie                   | Résultat   | Ref.  |
| ----- | ---------- | --------------------------- | ---------- | ----- |
| 2017  | Twin Peaks | Scénario (pour la partie 8) | Nomination | [ 1 ] |

Deauville American Film Festival
| Année | Travail    | Catégorie                          | Résultat   | Ref.  |
| ----- | ---------- | ---------------------------------- | ---------- | ----- |
| 1992  | Storyville | Prix de la Critique Internationale | Nomination | [ 2 ] |

Golden Globe Awards
| Année | Travail    | Catégorie                 | Résultat | Ref.  |
| ----- | ---------- | ------------------------- | -------- | ----- |
| 1991  | Twin Peaks | Meilleur série dramatique | Lauréat  | [ 3 ] |

Primetime Emmy Awards
| Année | Travail           | Catégorie                                                                                         | Résultat   | Ref.  |
| ----- | ----------------- | ------------------------------------------------------------------------------------------------- | ---------- | ----- |
| 1984  | Hill Street Blues | Meilleur scénario pour une série dramatique de prime time (pour l'épisode "Grace Under Pressure") | Nomination | [ 4 ] |
| 1990  | Twin Peaks        | Meilleur série dramatique de prime time                                                           | Nomination | [ 5 ] |
| 1990  | Twin Peaks        | Meilleur scénario d'une série dramatique (pour l'épisode pilote)                                  | Nomination | [ 6 ] |
| 2018  | Twin Peaks        | Meilleur scénario d'une série courte, un film ou un épisode spécial                               | Nomination | [ 7 ] |

The Stinkers Bad Movie Awards
| Année | Travail                 | Catégorie                                                     | Résultat | Ref.  |
| ----- | ----------------------- | ------------------------------------------------------------- | -------- | ----- |
| 2005  | Les Quatre Fantastiques | Pire scénario pour un film de plus de 100 millions de dollars | Lauréat  | [ 8 ] |

Writers Guild of America Awards
| Année | Travail           | Catégorie                                                                  | Résultat   | Ref.  |
| ----- | ----------------- | -------------------------------------------------------------------------- | ---------- | ----- |
| 1985  | Hill Street Blues | Meilleur épisode dramatique (pour l'épisode "Grace Under Pressure")        | Lauréat    | [ 9 ] |
| 1985  | Hill Street Blues | eilleur épisode dramatique (pour l'épisode "Death by Kiki")                | Nomination | [ 9 ] |
| 1985  | Hill Street Blues | eilleur épisode dramatique (pour l'épisode "Parting Is Such Sweep Sorrow") | Nomination | [ 9 ] |